# Cumberland (Iowa)
Pour les articles homonymes, voir Cumberland.
Cumberland est une ville du comté de Carroll, en Iowa, aux États-Unis,. 

## Démographie
Lors du recensement de 2010, le village comptait une population de 262 habitants. Elle est estimée, en 2016, à 251 habitants.